# Camada mucosa
O tubo gastro-intestinal, apresenta como característica geral quatro camadas histológicas. Dentre elas encontramos a camada mucosa, que no esófago, apresenta uma exceção em relação ao tubo gastro-intestinal, que é a presença de um epitélio pavimentoso estratificado não queratinizado e uma lâmina própria ou córion (que é o tecido conjuntivo abaixo do epitélio).